# Jang Sung-woo
Jang Sung-woo, né le 19 mars 2002, est un patineur de vitesse sur piste courte sud-coréen.

## Biographie
Jang Sung-woo est originaire de Daegu.
Il commence le patinage de vitesse sur piste courte lors d'un cours de sport à l'école, à l'âge de cinq ans.
Au collège, il chute avec un autre patineur et se blesse à l'aine. La convalescence dure cinq mois.
Il remporte le 1000 mètres aux Jeux olympiques de la jeunesse d'hiver de 2020. La même année, il remporte le relais masculin aux championnats du monde junior.
Lors de la saison de Coupe du monde de patinage de vitesse sur piste courte 2022-2023, il est 26e du classement général et 10e du 500 mètres.
Lors de la saison 2023-2024, il remporte avec la Corée du Sud le relais masculin aux championnats des Quatre Continents. En coupe du monde, il est 4e du 1000 mètres et 6e du classement général.